# Karl Glusman
Karl Glusman est un acteur américain né le 3 janvier 1988 dans le Bronx, à New York.

## Biographie

### Famille
Karl Glusman naît le 3 janvier 1988 dans le Bronx, d'une mère catholique irlandaise et d'un père juif allemand qui se sont rencontrés dans une école de médecine. Il grandit dans des conditions relativement modestes, bien que sa famille finisse par réaliser une ascension sociale prononcée. À l'âge de six mois, la famille part pour Portland, en Oregon, où ses parents finissent par se séparer. Il étudie la comédie à l'école New-Yorkaise William Esper Studio (en).

### Carrière
Il débute devant les caméras dans des courts métrages avant d'obtenir un rôle dans le long métrage The Iconographer d'Andy Mingo qui sort en 2008. Quatre ans plus tard, il prête sa voix au personnage de Gunfodder dans le long-métrage d'animation Starship Troopers : Invasion de Shinji Aramaki.
En 2015, il a des petits rôles dans les films Harcelée de Branden Kramer aux côtés d'Ashley Benson puis dans Stonewall de Roland Emmerich et Embers de Claire Carré dans lequel il incarne Chaos, l'un des seconds rôles.
La même année, il tient le rôle principal du drame érotique Love de Gaspar Noé, présenté aux Séances de Minuit du Festival de Cannes 2015. Lors de cette première projection, les critiques sur le film sont mitigées.
Il est en 2016 à l'affiche de The Neon Demon de Nicolas Winding Refn, film d'horreur dans lequel il joue aux côtés de l'actrice Elle Fanning,. L'année suivante, il interprète Lou, l'un des seconds rôles de Nocturnal Animals, le deuxième long métrage réalisé par Tom Ford.

### Vie privée
En 2016, il commence à fréquenter l'actrice Zoe Kravitz, qu'il épouse le 29 juin 2019 à Paris. Le couple annonce sa séparation fin 2020,,.

## Filmographie

### Cinéma

#### Longs métrages
- 2008 : The Iconographer d'Andy Mingo
- 2012 : Starship Troopers : Invasion de Shinji Aramaki : Gunfodder (voix anglaise)
- 2015 : Stonewall de Roland Emmerich : Joe Altman
- 2015 : Love de Gaspar Noé : Murphy
- 2015 : Embers de Claire Carré : Chaos
- 2015 : Harcelée (Ratter) de Branden Kramer : Brent
- 2016 : The Neon Demon de Nicolas Winding Refn : Dean
- 2017 : Nocturnal Animals de Tom Ford : Lou
- 2019 : Wounds de Babak Anvari : Jeffrey
- 2019 : Above Suspicion de Phillip Noyce : Joe-Bea
- 2020 : USS Greyhound : La Bataille de l'Atlantique (Greyhound) d'Aaron Schneider : Eppstein
- 2022 : Watcher de Chloe Okuno : Francis
- 2022 : Please Baby Please d’Amanda Kramer : Teddy
- 2023 : Reptile de Grant Singer : Sam Gifford
- 2023 : God Is a Bullet de Nick Cassavetes
- 2023 : The Bikeriders de Jeff Nichols : Corky
- 2024 : Civil War d'Alex Garland : un observateur
- 2025 : Wild Speed Girl (Eenie Meanie) de Shawn Simmons : John
- 2025 : The Running Man d'Edgar Wright
- 2026 : The Basics of Philosophy de Paul Schrader

#### Courts métrages
- 2012 : Blow Up de Jeff Lambert et Shakir Speller : Nick
- 2013 : Summer House de Zach Sky : Andrew
- 2016 : Redd de Zach Sky : Wembley
- 2018 : L'Ariel de Julien Decoin et Hala Matar : Damian
- 2019 : Lux Æterna de Gaspar Noé : Karl

### Télévision

#### Séries télévisées
- 2011 : No. 6 : Yoming (voix)
- 2015 : One Bad Choice : Cooper Lund
- 2017 : Gypsy : Sam Duffy
- 2020 : Devs : Sergei
- 2023 : The Idol : Rob